# 犯罪記錄
犯罪记录:42又称刑事犯罪记录（英文：Criminal Records）是司法体系对个人犯法或犯罪行为的记录。一般指有过刑事犯罪前科的档案记录，是存放于国家机关、使用于特定用途的个人信息:244。存於當地或上至國家級的檔案中，是自然人的歷史另類表現。有犯罪记录的人並不一定曾被監禁。在中国大陆，该词与前科混合使用:42。
1882年，德国通过《联邦议会条例》，建立统一犯罪登记、查询制度。1920年、1926年分别颁布《犯罪登记条例》，完善相关制度。美国以1996年梅根法案为代表建立一整套的犯罪信息登记和公告制度:240。
性質輕微的如偷竊、被驗出醉酒駕駛但並無對他人構成傷害等輕微犯罪的案底，這些人一般都能重新投身社會，獲公眾接納。不過，一些嚴重的犯罪並對公眾構成威脅如殺人、強姦等，這些人的案底一般无法消除，出獄后因有案底也難以重新投身社會。

## 各地情况

### 中华人民共和国

#### 香港
在香港，根據《罪犯自新條例》（第297章），要符合3項所有條件才可以聲稱無案底，包括：
1. 罰款不超過一萬或監禁不超過3個月
2. 在此以前不曾被定罪
3. 經過3年時間並未再被定罪

#### 中国大陆
目前，中国大陆司法体系中，“犯罪记录”与“前科”一词混用。现行法律、法规有较为全面的前科制度体系，对具有前科者的资格剥夺、限制有极为全面和严厉的规定:42。同时，没有统一的犯罪信息登记、查询、保管和披露制度。相关规定零星分散在各个单行法之中:240。
《中华人民共和国刑事诉讼法》第二百七十五条规定：犯罪的时候不满十八周岁，被判处五年有期徒刑以下刑罚的，应当对相关犯罪记录予以封存。
犯罪记录被封存的，不得向任何单位和个人提供，但司法机关为办案需要或者有关单位根据国家规定进行查询的除外。依法进行查询的单位，应当对被封存的犯罪记录的情况予以保密。

### 新加坡
一个人将被留有犯罪记录，如果他：
1. 在新加坡被判犯有可登记罪行；
2. 因在马来西亚法律范围内犯下的罪行而被定罪，并可根据马来西亚法律进行登记；
3. 被命令从新加坡或马来西亚驱逐、驱逐或驱逐出境； 或者
4. 在新加坡和马来西亚以外的任何地方被定罪或被命令驱逐、驱逐或驱逐出境，这些细节由该地方的相关官员或当局提供。

### 澳大利亚
在澳大利亚，个人可以申请查看自己的犯罪记录，某些组织可以代理他们申请。犯罪记录在澳大利亚有广泛的用途，包括就业筛查、志愿工作、准备出庭、签证申请、枪支许可或满足特定法定要求。个人可以通过两种方式获得国家犯罪记录：
1. 他们当地的警察局。
2. 澳大利亚刑事情报委员会 (ACIC) – 认可的组织，例如雇佣机构或商业背景调查服务提供商。 ACIC 认可机构的列表可从他们的网站获得。一些商业供应商允许在线申请、实时响应和在线验证。

儿童相关工作筛查（The Working With Children Check）专门用于筛选从事儿童相关工作的工人和志愿者，是针对那些犯罪记录被认为对儿童构成高风险的人的专门检查。